# Passenans
Passenans ist eine französische Gemeinde mit 336 Einwohnern (Stand 1. Januar 2022) im Département Jura in der Region Bourgogne-Franche-Comté. Sie gehört zum Arrondissement Lons-le-Saunier und zum Kanton Bletterans. 
Die Nachbargemeinden sind Saint-Lothain im Nordosten, Miéry (Berührungspunkt) im Osten, Frontenay im Süden und Saint-Lamain im Nordwesten.

## Bevölkerungsentwicklung
| Jahr                       | 1962 | 1968 | 1975 | 1982 | 1990 | 1999 | 2008 | 2017 |
| -------------------------- | ---- | ---- | ---- | ---- | ---- | ---- | ---- | ---- |
| Einwohner                  | 335  | 324  | 329  | 305  | 281  | 296  | 318  | 345  |
| Quellen: Cassini und INSEE |      |      |      |      |      |      |      |      |